# Franklin (hrabstwo Manitowoc)
Franklin – miasto w Stanach Zjednoczonych, w stanie Wisconsin, w hrabstwie Manitowoc.